# Saint-Martin-de-Sanzay
 Saint-Martin-de-Sanzay  es una población y comuna francesa, situada en la región de Poitou-Charentes, departamento de Deux-Sèvres, en el distrito de Bressuire y cantón de Thouars-2.

## Demografía
| 991 | 956 | 879 | 895 | 834 | 870 |
| Para los censos de 1962 a 1999 la población legal corresponde a la población sin duplicidades (Fuente: INSEE [Consultar]) |     |     |     |     |     |